# ゼネラルモーターズ大規模リコール (2014年)
ゼネラルモーターズ大規模リコール（ゼネラルモーターズだいきぼリコール）は、2014年2月以降に発覚したゼネラルモーターズ（以下GM）が生産した自動車の大量リコール及びその原因究明・責任追及に関連する問題。会社側が不具合により死者が伴う事故が発生していたことを認識していたにもかかわらず、対策が長年放置されていたことから、リコール隠しの疑いを惹起した。

## 発端
2014年2月13日、GMはシボレー・コバルト（兄弟車のポンティアックG5を含む）の2005年から2007年モデル、77万8562台をリコールすると発表。リコールの原因としてデルファイ製イグニッションスイッチの不具合をあげ、自動車のオーナーが重いキーホルダーを付けることで、センサーの動作が不良となりエアバッグが作動しなくなる可能性があるとし、過去に6人が事故で死亡していたことも明らかにした。
その後、リコールの対象車種と台数、不具合に起因した事故件数は短期間のうちに次々と追加され、イグニッションのリコール対象台数だけでも650万台、事故による死亡者数も13人と増加。その後もビュイック・アンクレイブやシボレー・トラバース、シボレー・マリブなどのシートベルトやトランスミッションなどもリコールの追加対象となり、同年5月20日までには1,500万台を超える規模となった。

## アメリカ政府、議会の対応
3月4日、アメリカ道路交通安全局（以下、NHSTA）は、GMが不具合を知りながら長年放置していたとの疑いから107項目にわたる質問状を送付。同年4月3日までに回答を求めた。この質問に対し、GMは期日までに回答できなかったため、NHSTAはGMに対し期限超過１日当たり7,000ドルの制裁金を科した。
3月10日、アメリカ議会下院のエネルギー・商業委員会は、不具合を知りながら10年以上放置していたのではないかとしてGMの調査に着手した。委員会は、2010年にトヨタ車のリコール問題（トヨタ自動車の大規模リコール (2009年-2010年)）を扱った委員会であり、注目を浴びることとなった。
3月19日、アメリカ司法省とトヨタ自動車は、2010年のリコール問題の和解案に合意。トヨタ側が合衆国政府に対して12億ドルの和解金を支払うなどとなった。法務長官は、「（トヨタとの）和解案が将来の模範になれば」との見解を示し、2009年に経営破綻して再建途上にあるGMであっても、処分が軽いものに留まらない可能性があることも示唆した。
4月1日、エネルギー・商業委員会の公聴会に、就任したばかりのGMのCEO、メアリー・バーラが出席。2001年の段階で不具合を把握していながら対応を行わなかったことを認めて陳謝し、リコール隠しの疑惑については調査中と述べた。。
4月21日、アメリカ道路交通安全局（以下、NHSTA）は、2010年から進めていたサターン・アイオンのパワーステアリングの不具合に関する調査を打ち切った。これはイグニッションに起因するリコールの対象となった約33万台のアイオンに対し、パワーステアリング部分のリコールも加えられたことによる。パワーステアリングの不具合により12件の衝突事故が発生したとされ、2件で負傷者が出ていた。
2015年9月17日、GMは司法省との間で、点火スイッチのリコールについて9億ドル（当時約1090億円）の制裁金を支払うことで和解したことを発表。また、問題を巡る集団訴訟に対しても、5億7500万ドル支払うことで和解した。